# Loi Magnitski
La loi Magnitski (Magnitsky Act), officiellement connue sous le nom Russia and Moldova Jackson-Vanik Repeal and Sergei Magnitsky rule of law Accountability Act of 2012, est une loi adoptée le 16 novembre 2012 par la Chambre des Représentants et le 6 décembre 2012 par le Sénat des États-Unis. Cette loi est promulguée le 14 décembre de la même année par le président Obama. Cette loi est une loi de sanction vis-à-vis des autorités de la fédération de Russie. Aucune loi de ce genre n'avait eu lieu depuis 35 ans, aux États-Unis.
Ce texte prévoit d'appliquer des sanctions financières et des interdictions de visa contre les fonctionnaires russes soupçonnés d'être impliqués dans le décès de l'avocat Sergueï Magnitski, symbole de la lutte contre la corruption du système politique, qui a été tué par des gardiens de la prison de la Boutyrka de Moscou en 2009.
Une liste de 292 noms, concernant les Russes, cadres de haut niveau de la fédération de Russie, considérés comme des complices de cet assassinat ou des Russes considérés comme étant des malfrats, devant être refusés d'entrée par les États-Unis, avait été fournie par les partisans de cette loi, notamment par William Browder, gestionnaire du fonds Heritage Capital Management, petit-fils du secrétaire général du C.P.U.S.A. (P.C. américain) de 1930 à 1945 ; environ 50 noms de cette liste ont été retenus par les services fédéraux du Département d’État.

## Législations similaires
Russie-Libertés commande un sondage à l'Ifop auprès du public français montrant que 85 % de ces mêmes personnes seraient favorables à ce que la France adopte une loi Magnitski, comme l'ont fait les États-Unis.
Une loi similaire est approuvée à l'unanimité par le parlement canadien en octobre 2017.
Les tentatives de William Browder pour faire voter une loi de même type au Parlement européen et valable pour tous les États de l'Union européenne  n'aboutissent à cette époque. Depuis, les ministres des Affaires étrangères de l'UE ont approuvé le 7 décembre 2020 un nouveau régime mondial de sanction de l’UE, valable pour trois ans. Note importante, les sanctions doivent être approuvées à l’unanimité et pas à la majorité qualifiée comme proposé initialement.

## Texte de la loi
- Sur gpo.gov